# Blanca Ferré i Carreras
Blanca Ferré i Carreras (Clariana, Alt Penedès, 1979) és una dissenyadora, modista i sastressa vilafranquina, llicenciada en Arts Escèniques a l'Institut del Teatre de Barcelona, on actualment exerceix de professora al batxillerat escènic.
Ferré va néixer a Clariana però ella i la seva família es va traslladar a Vilafranca quan tenia uns 10 anys. Ha estat vinculada estretament a aquesta vila i a la seva Festa Major, com a membre de la comissió de l’elaboració del Protocol i també del Consell de la Festa Major, del Ball de Gitanes —de fet, formà part del grup recuperador del ball el 2001— i col·laboradora del Ball de Foc. Com a dissenyadora i sastressa ha fet una tasca important de reinterpretació i confecció de la indumentària de diversos balls del seguici: el Ball de Diables, els Capgrossos, el Ball d’en Serrallonga, Ball Pla, Ball de Panderetes, Ball de Cotonines, els Gegants, el Ball de l’Àliga, Ball de Malcasats, Ball de Nans, Ball de Cercolets i el Ball de Gitanes. Per tot això va ser elegida per fer de pregonera de la Festa Major el 2022. A més a més, també ha dissenyat i confeccionat el vestuari de diferents personatges de la Cavalcada de Reis i el Carnaval de Vilafranca.
Professionalment, també ha dut a terme projectes per l'Ajuntament de Valls, com ara les Dames i Vells i els Cercolets, el vestuari del ball de la Rosaura per les Decennals, o per a altres municipis com Tarragona, Sant Martí Sarroca o Sant Cugat del Vallès. També ha dissenyat i confeccionat el vestuari d’espectacles diversos i obres de teatre representades arreu, per exemple, la confecció del vestuari del musical El Petit Príncep o Geronimo Stilton.